# Positif (альбом)
«Positif» — третій студійний альбом французького співака Жана-Жака Ґольдмана, випущений 1984 році лейблом «Epic Records».

## Композиції
До альбому входить 9 музичних композицій, написаних Жаном-Жаком (і слова, й ноти).
- «Envole-moi» —	5:07
- «Nous ne nous parlerons pas» —	4:20
- «Plus fort» —	3:52
- «Petite Fille» —	4:28
- «Dors bébé, dors» —	3:25
- «Je chante pour ça» —	4:14
- «Encore un matin» —	4:11
- «Long Is the Road (Américain)» —	4:56
- «Ton autre chemin» —	7:18

## Музиканти
- Тексти і музика — Jean-Jacques Goldman
- Бас-гітара — Guy Delacroix
- Ударні інструменти — Manu Katché
- Хор та бек-вокал — Catherine Bonnevay, Jean-Jacques Goldman, Jean-Pierre Janiaud et Dominique Poulain
- Клавір — Jean-Jacques Goldman
- Гітари — Claude Engel, Jean-Jacques Goldman, Alain Pewzner, Kamil Rustam et Patrice Tison
- Орган і синтезатор — Roland Romanelli
- Перкусії — Marc Chantereau
- Піаніно — Jean-Yves D'Angelo
- Саксофон — John Helliwell
- Віолончель — Patrice Mondon